# Dutch Basketball League
La Dutch Basketball League, conocida con anterioridad como FEB Eredivisie, o Liga de Baloncesto de los Países Bajos, es la máxima competición profesional de baloncesto de los Países Bajos. Fue creada en el año 1946, y en la actualidad la disputan 10 equipos. En 1977 la liga introdujo los playoffs. Es una liga cerrada a equipos que tengan suficiente dinero y potencial. La liga se inició como Eredivisie y fue organizada por la NBB y más tarde por la FEB.

## Reglas
Cada equipo tiene que jugar con el resto de equipos de la liga en cuatro ocasiones, dos veces en casa y dos fuera. Esto significa que en la temporada regular se juegan 36 partidos. Al igual que muchas otras ligas de Europa, la Liga de Baloncesto de Países Bajos "se toma un descanso en invierno, una vez que cada equipo ha jugado la mitad de sus partidos programados. Al final de la liga, los ocho mejores equipos clasificados comienzan un play-off, que enfrentaba al equipo en primer lugar en la clasificación frente al equipo de 8 º lugar en la clasificación, y así sucesivamente. Los cuartos de final se juegan en un formato al mejor de tres y las semifinales se juegan en un formato al mejor de cinco, y las finales se juegan en un formato al mejor de siete.
A los equipos no se les permite tener más de cuatro jugadores sin pasaporte holandés en su equipo.

## Equipos 2020-21
| Club              | Ciudad           | Pabellón                  | Capacidad |
| ----------------- | ---------------- | ------------------------- | --------- |
| Almere Sailors    | Almere           | Topsportcentrum Almere    | 3000      |
| Apollo Amsterdam  | Ámsterdam        | Apollohal                 | 1500      |
| Aris Leeuwarden   | Leeuwarden       | Kalverdijkje              | 1700      |
| BAL               | Weert            | Sporthal Boshoven         | 1000      |
| Den Helder Suns   | Den Helder       | Sporthal Sportlaan        | 1000      |
| Donar             | Groningen        | MartiniPlaza              | 4350      |
| Feyenoord         | Róterdam         | Topsportcentrum Rotterdam | 2500      |
| Heroes Den Bosch  | 's-Hertogenbosch | Maaspoort                 | 2800      |
| Landstede Hammers | Zwolle           | Landstede Sportcentrum    | 1200      |
| The Hague Royals  | The Hague        | Sportcampus Zuiderpark    | 3500      |
| Yoast United      | Bemmel           | De Schaapskooi            | 650       |
| ZZ Leiden         | Leiden           | Vijf Meihal               | 2000      |

## Palmarés
| - 1946: DED Amsterdam - 1947: DED Amsterdam - 1948: APGS Amsterdam - 1949: AMVJ Amsterdam - 1950: DED Amsterdam - 1951: AMVJ Amsterdam - 1952: DED Amsterdam - 1953: DED Amsterdam - 1954: DED Amsterdam - 1955: AMVJ Amsterdam - 1956: DED Amsterdam - 1957: The Wolves Amsterdam | - 1958: DED Amsterdam - 1959: Blue Stars Amsterdam - 1960: The Wolves Amsterdam - 1961: The Wolves Amsterdam - 1962: Landlust Amsterdam - 1963: Landlust Amsterdam - 1964: The Wolves Amsterdam - 1965: The Wolves Amsterdam - 1966: Herly Amsterdam - 1967: SVE Utrecht - 1968: Flamingo's Haarlem | - 1969: Punch Delft - 1970: Blue Stars Amsterdam - 1971: Levi's Flamingo's Haarlem - 1972: Levi's Flamingo's Haarlem - 1973: Levi's Flamingo's Haarlem - 1974: Transol Rotterdam-Zuid - 1975: Raak Punch Delft - 1976: Kinzo Amstelveen - 1977: Kinzo Amstelveen - 1978: Parker Leiden - 1979: EBBC Den Bosch |

### Finales desde 1980
| Temporada | Campeón                         | Resultado | Subcampeón                      |
| 1979–80   | Nashua Den Bosch                | 2–0       | Parker Leiden                   |
| 1980–81   | Nashua Den Bosch                | 2–0       | Parker Leiden                   |
| 1981–82   | Nationale Nederlanden Donar     | 3–1       | Nashua Den Bosch                |
| 1982–83   | Nashua Den Bosch                | 3–0       | Hatrans Haaksbergen             |
| 1983–84   | Nashua Den Bosch                | 3–1       | Elmex Leiden                    |
| 1984–85   | Nashua Den Bosch                | 3–0       | Elmex Leiden                    |
| 1985–86   | Nashua Den Bosch                | 3–2       | Doppeldouche Den Helder         |
| 1986–87   | Nashua Den Bosch                | 3–1       | Direktbank Den Helder           |
| 1987–88   | Nashua Den Bosch                | 3–1       | Miniware Weert                  |
| 1988–89   | Direktbank Den Helder           | 3–1       | Nashua Den Bosch                |
| 1989–90   | Commodore Den Helder            | 3–2       | Nashua Den Bosch                |
| 1988–89   | Direktbank Den Helder           | 3–1       | Nashua Den Bosch                |
| 1989–90   | Commodore Den Helder            | 3–2       | Nashua Den Bosch                |
| 1990–91   | Commodore Den Helder            | 3–0       | Nashua Den Bosch                |
| 1991–92   | Commodore Den Helder            | 3–2       | Pro-Specs Den Bosch             |
| 1992–93   | Canoe Jeans Den Bosch           | 4–2       | Selex Weert                     |
| 1993–94   | Lanèche Cosmetics Weert         | 4–2       | Canoe Jeans Den Bosch           |
| 1994–95   | Mustang Jeans Den Helder        | 4–1       | GOBA Gorinchem                  |
| 1995–96   | America Today Den Bosch         | 4–2       | Rene Colthof Den Helder         |
| 1996–97   | Libertel Den Bosch              | 4–3       | Finish Profiles Amsterdam       |
| 1997–98   | Hans Verkerk Keukens Den Helder | 4–3       | RZG Donar                       |
| 1998–99   | Ricoh Astronauts                | 4–3       | Hans Verkerk Keukens Den Helder |
| 1999–00   | Ricoh Astronauts                | 4–1       | Image Center Werkendam          |
| 2000–01   | Ricoh Astronauts                | 4–2       | Vanilla Weert                   |
| 2001–02   | Ricoh Astronauts                | 4–3       | EiffelTowers Nijmegen           |
| 2002–03   | EiffelTowers Nijmegen           | 4–1       | BC Omniworld Almere             |
| 2003–04   | Donar Groningen                 | 4–2       | Tulip Den Bosch                 |
| 2004–05   | Demon Astronauts                | 4–0       | Landstede                       |
| 2005–06   | EiffelTowers Den Bosch          | 4–3       | Landstede                       |
| 2006–07   | EiffelTowers Den Bosch          | 4–0       | Matrixx Magixx Nijmegen         |
| 2007–08   | MyGuide Amsterdam               | 4–3       | EiffelTowers Den Bosch          |
| 2008–09   | EclipseJet-MyGuide Amsterdam    | 4–3       | EiffelTowers Den Bosch          |
| 2009–10   | Donar Groningen                 | 4–1       | WCAAG                           |
| 2010–11   | Zorg en Zekerheid Leiden        | 4–3       | Donar Groningen                 |
| 2011–12   | EiffelTowers Den Bosch          | 4–1       | Zorg en Zekerheid Leiden        |
| 2012–13   | Zorg en Zekerheid Leiden        | 4–0       | Aris Leeuwarden                 |
| 2013–14   | Donar Groningen                 | 4–3       | SPM Shoeters Den Bosch          |
| 2014–15   | SPM Shoeters Den Bosch          | 4–1       | Donar Groningen                 |
| 2015–16   | Donar Groningen                 | 4–1       | Landstede                       |
| 2016–17   | Donar Groningen                 | 4–1       | Landstede                       |
| 2017–18   | Donar Groningen                 | 4–0       | ZZ Leiden                       |
| 2018–19   | Landstede                       | 4–2       | Donar Groningen                 |
| 2020–21   | ZZ Leiden                       | 3–0       | Heroes Den Bosch                |

## Campeonatos por equipos
Los equipos en negrita forman parte la liga en la actualidad. Los equipos en cursiva ya no existen.
| Club                 | Títulos | Años campeón |
| -------------------- | ------- | --- |
| EBBC / Den Bosch     | 16      | 1978–79, 1979–80, 1980–81, 1982–83, 1983–84, 1984–85, 1985–86, 1986–87, 1987–88, 1992–93, 1995–96, 1996–97, 2005–06, 2006–07, 2011–12, 2014–15 |
| DED                  | 8       | 1945–46, 1946–47, 1949–50, 1951–52, 1952–53, 1953–54, 1955–56, 1957–58                                                                         |
| Amsterdam            | 7       | 1998–99, 1999–00, 2000–01, 2001–02, 2004–05, 2007–08, 2008–09                                                                                  |
| Donar                | 7       | 1981–82, 2003–04, 2009–10, 2013–14, 2015–16, 2016–17, 2017–18                                                                                  |
| Den Helder           | 6       | 1988–89, 1989–90, 1990–91, 1991–92, 1994–95, 1997–98                                                                                           |
| The Wolves Amsterdam | 4       | 1959–60, 1960–61, 1963–64, 1964–65 |
| Flamingo's Haarlem   | 4       | 1985–86, 1970–71, 1971–72, 1972–73 |
| ZZ Leiden            | 4       | 1977–78, 2010–11, 2012–13, 2020–21 |
| AMVJ                 | 3       | 1948–49, 1950–51, 1954–55 |
| Blue Stars           | 2       | 1958–59, 1969–70 |
| Landlust             | 2       | 1961–62, 1962–63 |
| Punch Delft          | 2       | 1968–69, 1974–75 |
| Amstelveen           | 2       | 1975–76, 1976–77 |
| Landstede            | 1       | 2018–19 |
| APGS                 | 1       | 1947–48 |
| Herly Amsterdam      | 1       | 1965–66 |
| SVE Utrecht          | 1       | 1966–67 |
| RZ                   | 1       | 1973–74 |
| BSW Weert            | 1       | 1993–94 |
| Matrixx Magixx       | 1       | 2002–03 |